# 트랜서
《트랜서》(영어: Trancers 혹은 영어: Future Cop)는 미국에서 제작된 1984년 SF 액션 영화이다. 찰스 밴드가 연출과 제작을 맡았으며, 팀 토머슨, 헬렌 헌트 등이 출연하였다.

## 줄거리
23세기. 은퇴한 경찰 잭은 초능력으로 사람들을 트랜스 상태에 놓인 트랜서(Trancer)로 만들어 조종하는 비상한 범죄자 마틴을 추적하는 일을 지원하게 된다. 트랜서들은 발동이 되면 형체가 일그러지며 끔찍한 살인마로 변하지만 평소엔 일견 평범해보이며, 잭은 특수 팔찌로 스캐닝하여 이들을 식별할 수 있다.
마틴은 약을 주입해 의식이 조상의 몸으로 이동하게 유도하는 시간 여행 기술을 써서 1985년으로 도망해 로스앤젤레스 형사의 몸에 들어간다. 잭은 마틴의 23세기 몸을 파괴해 그를 1985년 과거에 가둬버린 뒤 자신도 같은 방법을 써서 조상인 언론인 필의 몸에 들어간다.
마틴은 23세기의 에인절 시티(로스앤젤레스) 통치 위원회 의원들의 조상들을 살해하여 의원들의 존재를 지워나가고 있는 중이며, 이제 의원들 가운데 조상이 죽지 않은 자는 단 한 명 뿐이다.

## 출연
- 팀 토머슨
- 마이클 스테퍼니
- 헬렌 헌트
- 아트 러플루어
- 비프 메이너드
- 리처드 허드
- 텔마 홉킨스
- 앤 시모어
- 피터 슈럼
- 앨리슨 크로프트
- 바버라 페리
- 리처드 어드먼
- 와일리 하커
- 미겔 퍼낸데스
- 마이클 맥그레이디

## 기타 제작진
- 협력 제작: 데브라 디온
- 배역: 앤서니 바내오
- 의상: 캐시 클라크, 질 M. 오해너슨